# Fundusz wyspecjalizowany
Fundusz wyspecjalizowany – fundusz inwestycyjny inwestujący w różnego rodzaju instrumenty finansowe, zestawiając je nie według kryterium rodzaju instrumentu, ale ze względu na wyspecjalizowaną politykę inwestycyjną.
Do tej grupy można zaliczyć:
- fundusze branżowe – lokują swoje środki w papierach emitentów z różnych gałęzi gospodarki,
- fundusze nieruchomości – stanowią najczęściej fundusze zamknięte,
- fundusze private equity/venture capital – najczęściej fundusze zamknięte, inwestują w przedsięwzięcia o wysokim stopniu ryzyka,
- fundusze hedgingowe i fundusze funduszy – dywersyfikują swoje portfele dobierając do nich tytuły uczestnictwa wielu funduszy hedgingowych.

Cechami charakterystycznymi funduszy wyspecjalizowanych są:
- wyższy poziom ryzyka niż w przypadku funduszy standardowych,
- ograniczony krąg potencjalnych uczestników,
- wysoki minimalny poziom pierwszej wpłaty np. 1000 000 PLN.